# Wang Zengyi
Wang Zengyi, pseudonim Wandżi (chiń. 王增羿, wym. [wɑ̌ŋ tsə́ŋî]; ur. 24 czerwca 1983 w Tiencinie) – polski tenisista stołowy pochodzenia chińskiego, zawodnik KS AZS AWFiS Gdańsk. Przyjechał do Polski w wieku 18 lat.

## Osiągnięcia
- Uczestnik igrzysk olimpijskie Londyn 2012 i Rio de Janeiro 2016
- Mistrz Polski w grze pojedynczej w 2012 roku
- Złoty medalista Mistrzostw Europy w deblu z Tan Ruiwu w 2013 roku (Schwechat)
- Srebrny medalista Mistrzostw Europy w grze podwójnej w parze z Lucjanem Błaszczykiem (Stuttgart 2009)
- 1. miejsce w German Open w turnieju drużynowym z reprezentacją Polski z cyklu ITTF Pro Tour w 2008
- 2-krotne 1. miejsce w turnieju ITTF Pro Tour Polish Open w grze podwójnej w parze z Lucjanem Błaszczykiem w 2006, 2008
- 6-krotny mistrz Polski w rozgrywkach ekstraklasy mężczyzn z zespołem LKS Odra Röben Głoska Księginice w 2002, 2003, 2004, 2005, 2006 i w 2007
- Mistrz Polski w rozgrywkach ekstraklasy mężczyzn z zespołem Dartom Tur Bogoria Grodzisk Mazowiecki w 2008, 2009, 2010, 2012
- Mistrz Polski w grze mieszanej w parze z Xu Jie w 2005
- 3-krotny Mistrz Polski seniorów w grze podwójnej w parze z Lucjanem Błaszczykiem w (2005, 2008, 2009)
- Złoty medalista Białoruś Open w deblu z Danielem Górakiem 2017
- 3. miejsce w turnieju Erke Austrian Open z cyklu ITTF Pro Tour w grze pojedynczej w 2008
- 4. miejsce w turnieju Bogoria Grodzisk Cup w 2008
- 2-krotny srebrny medalista Mistrzostw Polski seniorów w grze pojedynczej (2008, 2009)
- Brązowy medalista Mistrzostw Polski seniorów w grze podwójnej w parze z Danielem Górakiem w 2006
- 2. miejsce w grze podwójnej wraz z L. Błaszczykiem w 2010 roku
- 2. miejsce Białoruś Open w grze pojedynczej 2017